# Watzmannhaus
Watzmannhaus (1930 m n. m.) je horská chata, která stojí na vrcholu Falzköpfl severně pod vrcholem Watzmann-Hocheck. Nachází se na adrese v obci Ramsau bei Berchtesgaden v Berchtesgadenských Alpách v Berchtesgadenském národním parku. Je základnou pro výstup na Watzmann a slouží jako restaurace i pro ubytování.

## Historie
Nejprve berchtesgadenská sekce DuOeAV vytyčila na Watzmannu několik cest a plánovala postavit chatu, ale finance jí nestačily, a tak ji postavila mnichovská sekce DuOeAV pod vedením Franze von Schilchera na Falzköpflu a vlastní ji dodnes. Základní kámen byl položen 2. července 1887 a na podzim toho roku byl dokončen plášť stavby. Po dokončení interiéru v červenci následujícího roku byl Watzmannhaus 5. srpna 1888 slavnostně otevřen a nabídl místo pro 25 osob. Stavební práce provedl stavitel Valentin Raspamonti z Tarcenta. Chata je chráněna před padajícími kameny a lavinami, ale díky otevřené poloze je silně vystavena povětrnostním vlivům.
Velký nápor turistů si vyžádal první rozšíření už v roce 1894. Název Münchner Haus am Watzmann, který byl zaveden, se neujal. Další větší přestavba následovala v letech 1908 až 1911 a zahrnovala rozšíření na 132 lůžek. Dala chatě současnou podobu, přičemž až 8 000 přenocování ročně ji řadí k nejnavštěvovanějším horským chatám DAV. V roce 1987 byl opraven vodovod a následující rok byla střecha znovu pokryta modřínovým šindelem. Jedním z problémů byl nedostatek vody, který kulminoval v létě 2003. K zlepšení situace byla chata v roce 2006 modernizována pomocí nejnovějších ekologických technologií. Byly vybudovány nádrže na pitnou vodu a ekologické zásobování energií a likvidace odpadních vod. Přesto se vodou musí stále šetřit a umývárny jsou otevřeny jen velmi krátce s minimálním průtokem vody.

## Zásobování
Chata bývala původně zásobována nosiči i mezky. Od roku 1960 je k dispozici nákladní lanovka. S jednou oporou překonává výškový rozdíl 600 m, přičemž k dolní stanici pod Mitterkaseralmem lze dojet terénním autem po lesní cestě.

## Přístup
- po červené značce z Wimbachbrücke u Ramsau bei Berchtesgaden (630 m) přes Stubenalm a Mitterkaseralm — 4 hodiny
- po červené značce od hostince Hammerstiel u Schönau am Königssee (780 m) přes Schappbachtal a Mitterkaseralm — 4 hodiny
- po červené značce z vesnice Königssee (605 m) přes Klingeralm, Kührointalm a Falzalm — 4½ hodiny
- po červené značce od kostela St. Bartholomä (605 m), který je přístupný lodí přes jezero Königssee, přes Rinnkendlsteig, Kührointhütte a Falzalm — 5 hodin

## Přechody
- po červené značce Kührointhütte přes Falzalm a Höhenweg — 2 hodiny
- po červené značce Wimbachgrieshütte přes Watzmann-Hocheck, -Mittelspitze, -Südspitze und Schönfeldgraben — 9 hodin

## Výstupy
- po červené značce Watzmann-Hocheck (2651) přes Nordflanke — 2½ hodin
- po červené značce Watzmann-Middlespitze (2713) přes Hocheck — 3½ hodin
- po červené značce Watzmann-Südspitze (2712) přes Hocheck a Middlespitze — 5 hodin